# Enneapterygius clea
Enneapterygius clea är en fiskart som beskrevs av Fricke, 1997. Enneapterygius clea ingår i släktet Enneapterygius och familjen Tripterygiidae. Inga underarter finns listade i Catalogue of Life.